# Роуленд Джордж
Роуленд Джордж (англ. Rowland George, 15 січня 1905 — 9 вересня 1997) — британський академічний веслувальник.
Олімпійський чемпіон 1932 року в складі розпашної четвірки без стернового.